# Paraolinx trinidadensis
Paraolinx trinidadensis är en stekelart som beskrevs av Miller 1964. Paraolinx trinidadensis ingår i släktet Paraolinx och familjen finglanssteklar. Inga underarter finns listade i Catalogue of Life.